# Jamie Foxx
Jamie Foxx (születési nevén: Eric Marlon Bishop) (Terrell, Texas, 1967. december 13. –) Golden Globe-, BAFTA- és Oscar-díjas amerikai színész, komikus, énekes és dalszövegíró.

## Fiatalkora
Eric Marlon Bishop néven született 1967. december 13-án, a Texas állambeli Terrelben, Louise Annette Talley Dixon és Darrell Bishop fiaként. Hét hónapos korában elvették szüleitől, majd nem sokkal később anyai nagyszülei, Estelle és Mark Talley lettek a nevelőszülei. Itt szigorú baptista neveltetést kapott. Ötévesen kezdett zongorázni, majd tizenévesen többször játszott, valamint kórusvezető volt egy terreli baptista templomban.
Középiskolai éveiben sikeres sportoló volt. Baseballozott, valamint amerikaifutballban is jeleskedett, mint quarterback. Iskolája története során ő passzolt először 1000 yard felett. Ebben az időben a Leather and Lace nevű zenekar énekese volt. A középiskolai éveket követően ösztöndíjjal egyetemre került, ahol klasszikus zenét tanult.

## Pályafutása

### Kezdeti karrier és az In Living Color
1989-ben egy éjszakai klubban lépett fel humoristaként. Ekkor változtatta nevét Jamie Foxxra. A Foxx nevet a híres amerikai komikus, John Elroy Sanford (ismertebb nevén: Redd Foxx) tiszteletére választotta.

### Színészként

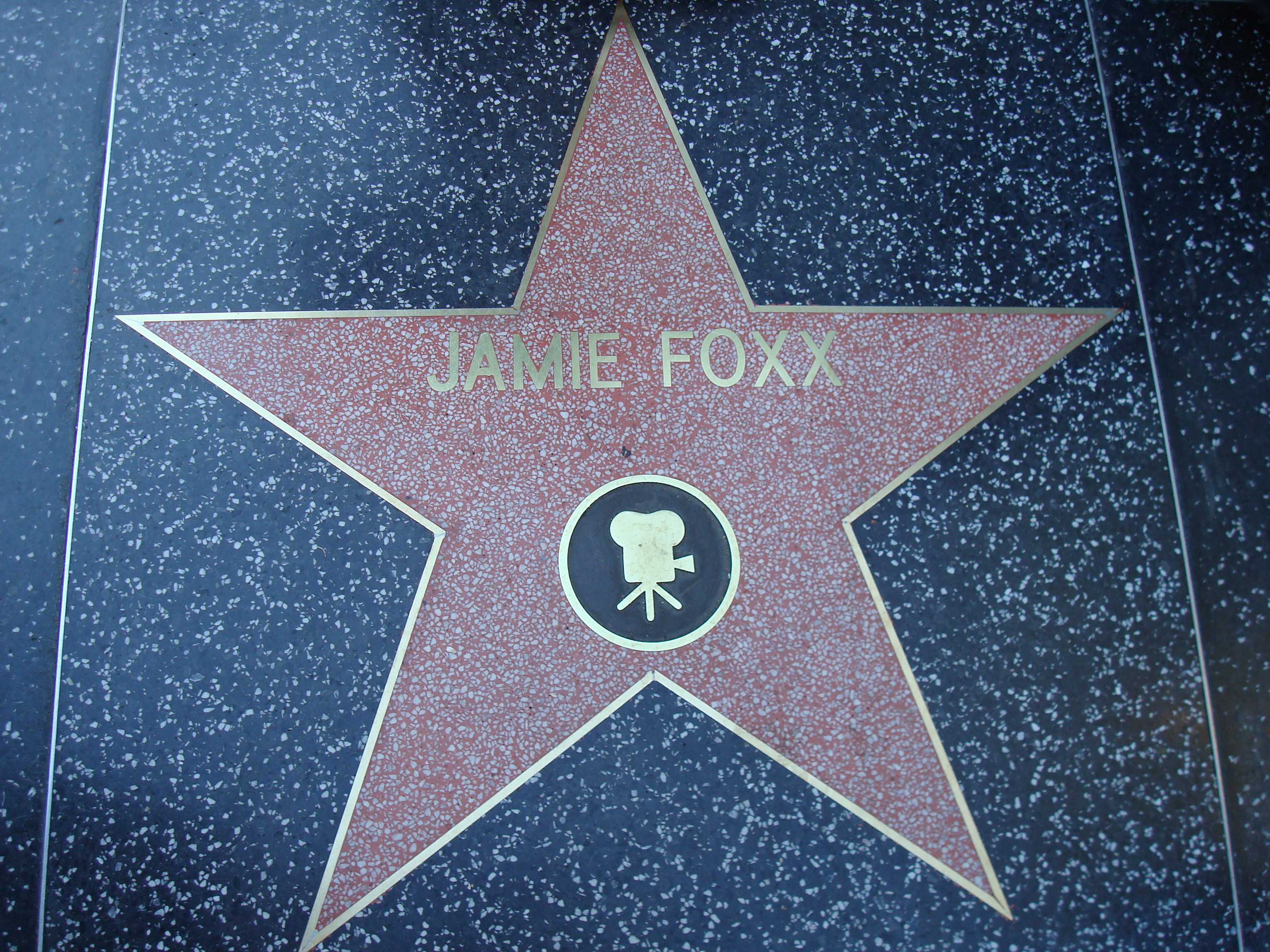
Foxx csillaga a Hollywood Walk of Fame-en

1992-ben Barry Levinson Játékszerek című vígjátékában kapta első filmes szerepét. 1999-ben Oliver Stone filmdrámájában, a Minden héten háborúban egy kíméletlen, pénz-, és győzeleméhes amerikaifutball-játékost alakított. 2001-ben Will Smith mellett főszereplő volt a Muhammad Ali életét feldolgozó Ali című filmben. Smith kapta Muhammad Ali szerepét, Foxx pedig Ali trénerét, Drew Bundini Brownt alakította.
2004-ben két jelentősebb szerepe volt. A Collateral – A halál záloga című thrillerben egy taxisofőrt játszott, akit egy bérgyilkossal (Tom Cruise) hoz össze a sors. A szereppel Oscar-díjra jelölték. Ebben az évben készült a Ray Charles életét feldolgozó Ray is, melyben Jamie kapta a legendás vak zenész szerepét. A forgatás alatt speciális kontaktlencsét viselt, ami miatt valóban nem látott, jobban átérezve így a karaktert. Továbbá 15 kilogrammot hízott a szerepért, amit a forgatás alatt folyamatosan le kellett adnia. Alakításáért Golden Globe-, BAFTA-, és Oscar-díjjal jutalmazták. Ezzel ő lett a második férfi színész Al Pacino után, akit egy évben két különböző filmért is Oscarra jelöltek.[forrás?] 2005-ben meghívást kapott a Filmművészeti és Filmtudományi Akadémiára.
Ezt követően olyan filmekben szerepelt, mint a Lopakodó (2005), a Bőrnyakúak (2005), a Miami Vice (2006), a Dreamgirls (2006), valamint A királyság (2007). 2007 szeptemberében csillagot kapott a szórakoztatóipar hírességeinek nevét megörökítő Hollywood Walk of Fame-en. "Ez volt életem egyik legnagyszerűbb napja" – nyilatkozta az elismerés után.
2008-ban Robert Downey Jr.-ral főszerepet játszott A szólista című életrajzi drámában. Jamie egy skizofréniában szenvedő hajléktalan zenészt alakít a filmben.

### Zenei karrierje

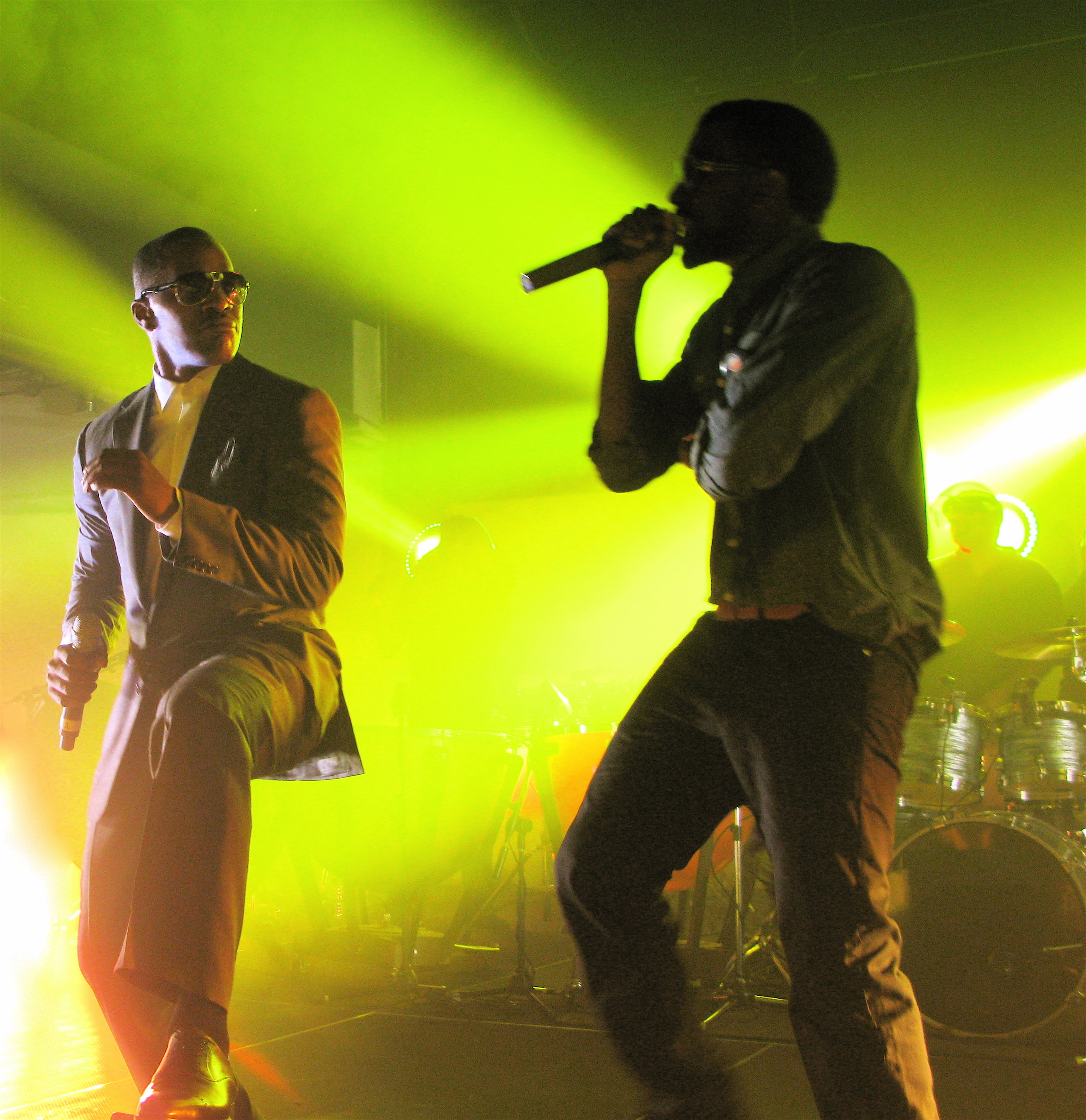
Foxx és Kanye West a "Gold Digger"-t énekelve

## Magánélete
Foxxnak két lánya van akkori barátnőjével Connie Kline-al: Corinne (született 1994-ben) és Anelise (született 2009 augusztusában). Corinne 2014 novemberében debütált a Bal des débutantes rendezvényen, és 2015. november 18-án a 2016-os Miss Golden Globe-nak választották. Foxx korábban eljegyezte Katie Holmes színésznőt, akivel 2013 és 2019 között járt együtt.
Foxx viszályba keveredett a társszereplő LL Cool J-vel.
2016. január 18-án Foxx megmentett egy fiatal férfit az égő járműjéből, ami az otthona előtt ütközött. A sofőr, Brett Kyle "nagy sebességgel" vezette teherautóját, amikor a teherautó letért az útról, egy vízelvezető árokba zuhant és többször átfordult a tetején. Kyle-t letartóztatták, mert alkoholos állapotban vezetett.
Foxx lánya, Corinne együtt játszott vele a Beat Shazam második évadjában 2018-ban, a Fox Broadcasting Company-n.

## Filmográfia

### Film
| Év   | Cím                         | Eredeti cím                       | Szerep                         | Magyar hang         | Rendező               |
| ---- | --------------------------- | --------------------------------- | ------------------------------ | ------------------- | --------------------- |
| 1992 | Játékszerek                 | Toys                              | Baker                          | Bartucz Attila      | Barry Levinson        |
| 1996 | Pofonláda                   | The Great White Hype              | Hassan El Ruk'n                | Fekete Zoltán       | Reginald Hudlin       |
| 1996 | Pofonláda                   | The Great White Hype              | Hassan El Ruk'n                | Hujber Ferenc       | Reginald Hudlin       |
| 1996 | Vonzások és állatságok      | The Truth About Cats & Dog        | Ed                             | Bozsó Péter         | Michael Lehmann       |
| 1997 | Potyázók a portyán          | Booty Call                        | Bunz                           | Galambos Péter      | Jeff Pollack          |
| 1997 | Potyázók a portyán          | Booty Call                        | Bunz                           | Lippai László       | Jeff Pollack          |
| 1998 | Játékosok klubja            | The Players Club                  | Blue                           | Janovics Sándor     | Ice Cube              |
| 1999 | Minden héten háború         | Any Given Sunday                  | Willie Beamen                  | Barabás Kiss Zoltán | Oliver Stone          |
| 1999 | Botcsinálta túsz            | Held Up                           | Michael                        | Schmied Zoltán      | Steve Rash            |
| 2000 | Csali                       | Bait                              | Alvin Sanders                  | Barabás Kiss Zoltán | Antoine Fuqua         |
| 2000 | Csali                       | Bait                              | Alvin Sanders                  | Fenyő Iván          | Antoine Fuqua         |
| 2001 | Ali                         | Ali                               | Drew „Bunduni” Brown           | Zámbori Soma        | Michael Mann          |
| 2003 | A nagy trükk                | Shade                             | Larry Jennings                 | Jakab Csaba         | Damian Nieman         |
| 2004 | Collateral – A halál záloga | Collateral                        | Max                            | Kálid Artúr         | Michael Mann (2)      |
| 2004 | Ray                         | Ray                               | Ray Charles                    | Boros Zoltán        | Taylor Hackford       |
| 2004 | Szakítani tudni kell        | Breakin' All the Rules            | Quincy Watson                  | Schmied Zoltán      | Daniel Taplitz        |
| 2005 | Bőrnyakúak                  | Jarhead                           | Sykes                          | Kálid Artúr         | Sam Mendes            |
| 2005 | Lopakodó                    | Stealth                           | Henry Purcell                  | Kálid Artúr         | Rob Cohen             |
| 2006 | Dreamgirls                  | Dreamgirls                        | Curtis Taylor Jr.              | Kálid Artúr         | Bill Condon           |
| 2006 | Miami Vice                  | Miami Vice                        | Ricardo Tubbs                  | Kálid Artúr         | Michael Mann (3)      |
| 2007 | A királyság                 | The Kingdom                       | Ronald Fluery                  | Kálid Artúr         | Peter Berg            |
| 2007 | Várd a karácsonyt Elmóval!  | Elmo's Christmas Countdown        | önmaga                         | Kálid Artúr         | Gary Halvorson        |
| 2009 | Törvénytisztelő polgár      | Law Abiding Citizen               | Nick Rice                      | Kálid Artúr         | F. Gary Gray          |
| 2009 | A szólista                  | The Soloist                       | Nathaniel Ayers                | Boros Zoltán        | Joe Wright            |
| 2010 | Terhes társaság             | Due Date                          | Darryl                         | Kálid Artúr         | Todd Phillips         |
| 2010 | Valentin nap                | Valentine's Day                   | Kelvin Moore                   | Kálid Artúr         | Garry Marshall        |
| 2011 | Rio                         | Rio                               | Nico, a kanári (hangja)        | Rajkai Zoltán       | Carlos Saldanha       |
| 2011 | Förtelmes főnökök           | Horrible Bosses                   | Dean „Anyabaszó” Jones         | Kálid Artúr         | Seth Gordon           |
| 2012 | Django elszabadul           | Django unchained                  | Django Freeman                 | Kálid Artúr         | Quentin Tarantino     |
| 2013 | Az elnök végveszélyben      | White House Down                  | James Sawyer elnök             | Kálid Artúr         | Roland Emmerich       |
| 2014 | Rio 2.                      | Rio 2                             | Nico, a kanári (hangja)        | Rajkai Zoltán       | Carlos Saldanha (2)   |
| 2014 | A csodálatos Pókember 2.    | The Amazing Spider-Man 2          | Maxwell „Max” Dillon / Electro | Kálid Artúr         | Marc Webb             |
| 2014 | Hogyan rohanj a veszTEDbe   | A Million Ways to Die in the West | Django Freeman (cameo)         | Kálid Artúr         | Seth MacFarlane       |
| 2014 | Förtelmes főnökök 2.        | Horrible Bosses 2                 | Dean „Anyabaszó” Jones         | Kálid Artúr         | Sean Anders           |
| 2014 | Annie                       | Annie                             | Benjamin Stacks                | Kálid Artúr         | Will Gluck            |
| 2017 | Álmatlanság                 | Sleepless                         | Vincent Downs                  | Fenyő Iván          | Baran bo Odar         |
| 2017 | Nyomd, Bébi, nyomd          | Baby Driver                       | Leon „Bats” Jefferson          | Kálid Artúr         | Edgar Wright          |
| 2018 | Robin Hood                  | Robin Hood                        | Kicsi John                     | Kálid Artúr         | Otto Bathurst         |
| 2019 | Just Mercy – A kegyelem ára | Just Mercy                        | Walter McMillian               | Kálid Artúr         | Destin Daniel Cretton |
| 2020 | Project Power: A por ereje  | Project Power                     | Art Reilly                     | Kálid Artúr         | Henry Joost           |
| 2020 | Lelki ismeretek             | Soul                              | Joe Gardner (hangja)           | Barabás Kiss Zoltán | Pete Docter           |
| 2021 | Pókember: Nincs hazaút      | Spider-Man: No Way Home           | Maxwell „Max” Dillon / Electro | Kálid Artúr         | Jon Watts             |
| 2022 | Nappali műszak              | Day Shift                         | Bud Jablonski                  | Kálid Artúr         | J. J. Perry           |
| 2023 |                             | God Is a Bullet                   | A tutajos                      |                     | Nick Cassavetes       |
| 2023 | Tyrone klónja               | They Cloned Tyrone                | Slick Charles                  | Kálid Artúr         | Juel Taylor           |
| 2023 | Kivert kutyák               | Strays                            | Bogár (hangja)                 | Kálid Artúr         | Josh Greenbaum        |
| 2023 | A temetés                   | The Burial                        | Willie E. Gary                 |                     | Maggie Betts          |
| 2024 |                             | Not Another Church Movie          | Isten                          |                     | Johnny Mack           |
| 2025 | Újra akcióban               | Back in Action                    | Matt                           | Kálid Artúr         | Seth Gordon (2)       |
| 2025 | Ólomkatona                  | Tin Soldier                       | Bokushi                        | Kálid Artúr         | Brad Furman           |

### Televízió

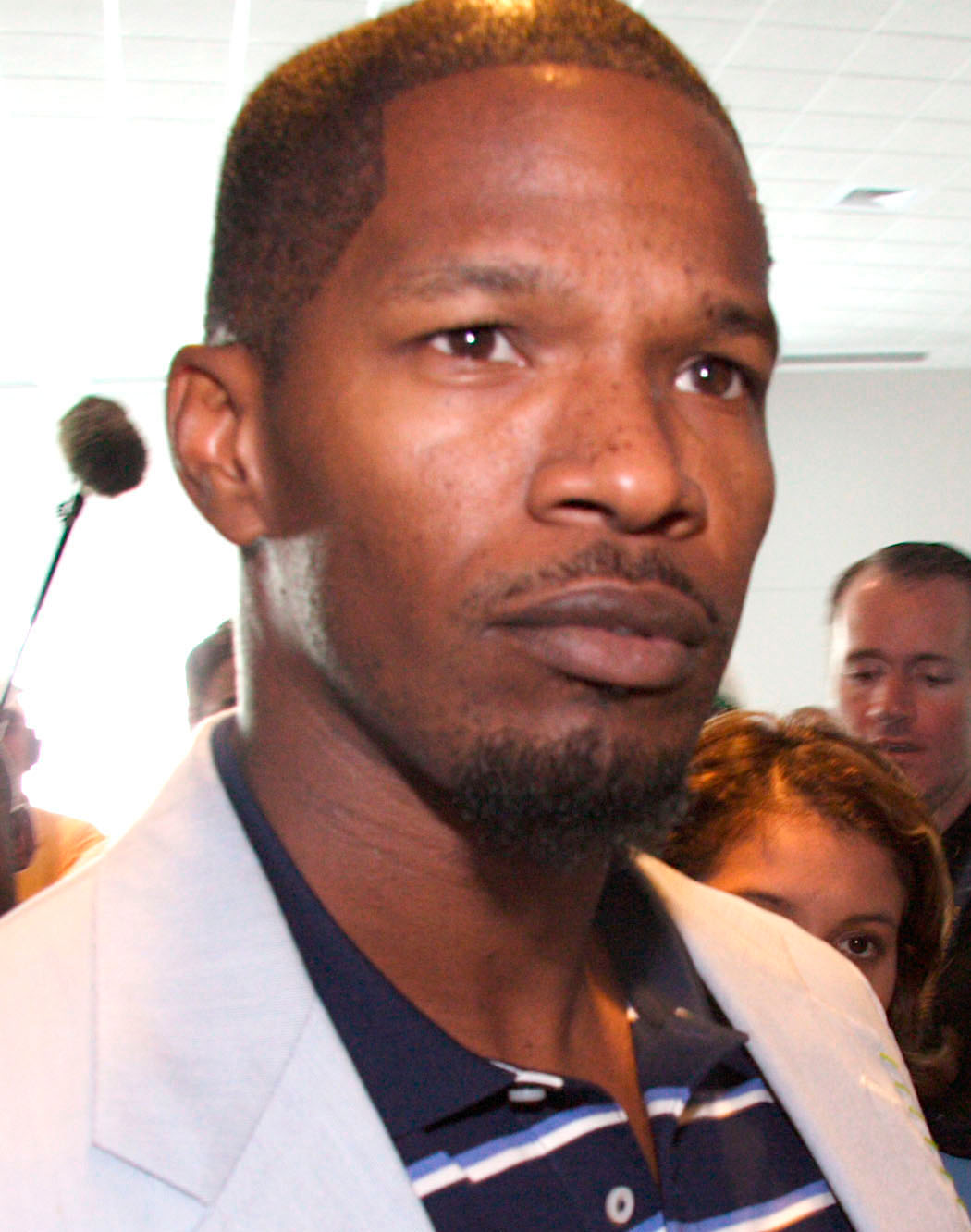
Foxx 2015-ben

| Év         | Magyar cím                     | Eredeti cím                                | Szerep                   | Megjegyzések                   |
| ---------- | ------------------------------ | ------------------------------------------ | ------------------------ | ------------------------------ |
| 1991–1994  |                                | In Living Color                            | különböző karakterek     | főszereplő                     |
| 1992–1993  |                                | Roc                                        | George                   | 7 epizód                       |
| 1996       |                                | Hangin' with Mr. Cooper                    | Armstrong edző           | 1 epizód                       |
| 1996       |                                | Moesha                                     | Woody                    | 1 epizód                       |
| 1996–1997  | Űrbalekok                      | 3rd Rock from the Sun                      | Damon Whitaker           | 2 epizód                       |
| 1996–2001  |                                | The Jamie Foxx Show                        | Jamie King               | főszereplő                     |
| 2000, 2012 |                                | Saturday Night Live                        | önmaga                   | műsorvezető                    |
| 2001       | 2001-es MTV Video Music Awards | 2001 MTV Video Music Awards                | önmaga                   | műsorvezető                    |
| 2004       |                                | Chappelle’s Show                           | Tony Blair               | 1 epizód                       |
| 2004       |                                | Redemption: The Stan Tookie Williams Story | Stanley Williams         | tévéfilm                       |
| 2011       |                                | When I Was 17                              | önmaga                   | 1 epizód                       |
| 2013       |                                | David Blaine: Real or Magic                | önmaga                   | különkiadás                    |
| 2016       |                                | Jackie Robinson                            | Jackie Robinson (hangja) | dokumentumfilm                 |
| 2017–      |                                | Beat Shazam                                | önmaga                   | műsorvezető és vezető producer |
| 2017       | Színtiszta siker               | White Famous                               | Jamie                    | 1 epizód vezető producer       |
| 2019       |                                | Live in Front of a Studio Audience         | George Jefferson         | 1 epizód                       |
| 2021       | Apa, ne égess már!             | Dad Stop Embarrassing Me!                  | Brian Dixon              | főszereplő vezető producer     |

### Videóklipek
| Év   | Cím                             | Előadó            | Hivatkozás |
| ---- | ------------------------------- | ----------------- | ---------- |
| 1996 | "1, 2, 3, 4 (Sumpin' New)"      | Coolio            |            |
| 2004 | "Slow Jamz"                     | Twista            |            |
| 2005 | "Gold Digger"                   | Kanye West        |            |
| 2010 | "We Are the World 25 for Haiti" | Artists for Haiti |            |
| 2010 | "Yes"                           | LMFAO             |            |
| 2017 | "Sorry Not Sorry"               | Demi Lovato       |            |

## Diszkográfia
- Peep This (1994)
- Unpredictable (2005)
- Intuition (2008)
- Best Night Of My Life (2010) (forrás: https://en.wikipedia.org/wiki/Jamie_foxx#Discography)

## Díjak, jelölések
- Golden Globe-díj
  - 2005 díj: legjobb színész (zenés film és vígjáték) – Ray
  - 2005 jelölés: legjobb férfi főszereplő (filmdráma) – Collateral – A halál záloga
  - 2005 jelölés: legjobb férfi főszereplő (minisorozat vagy tévéfilm) – Redemption: The Stan Tookie Williams Story
  - 2025 jelölés: legjobb televíziós stand-up komikus – Jamie Foxx: What Had Happened Was…
- Oscar-díj
  - 2005 díj: legjobb férfi főszereplő – Ray
  - 2005 jelölés: legjobb férfi mellékszereplő – Collateral – A halál záloga
- BAFTA-díj
  - 2005 díj: legjobb férfi főszereplő Ray
  - 2005 jelölés: legjobb férfi mellékszereplő – Collateral – A halál záloga

## Fordítás
- Ez a szócikk részben vagy egészben  a   Jamie Foxx című angol Wikipédia-szócikk fordításán alapul.  Az eredeti cikk szerkesztőit annak laptörténete sorolja fel. Ez a jelzés csupán a megfogalmazás eredetét és a szerzői jogokat jelzi, nem szolgál a cikkben szereplő információk forrásmegjelöléseként.